# Panamerikanische Spiele 2019/Moderner Fünfkampf
Bei den Panamerikanischen Spielen 2019 in Lima fanden vom 27. bis 30. Juli 2019 im Modernen Fünfkampf fünf Wettbewerbe statt. Austragungsort war die Militärschule Chorrillos.
Für die Wettbewerbe hatten sich insgesamt 16 Nationen qualifiziert, in denen 64 Athleten an den Start gingen.

## Wettbewerbe und Zeitplan
Insgesamt fünf Wettbewerbe wurden im Rahmen der Spiele im Modernen Fünfkampf ausgetragen. Dazu zählten je ein Einzel- und Staffelwettbewerb bei Männern und Frauen sowie ein Mixed-Staffel-Wettkampf.

## Ergebnisse

### Männer

#### Einzel
| Platz | Land        | Athlet            |
| ----- | ----------- | ----------------- |
| 1     | Guatemala   | Charles Fernández |
| 2     | Chile       | Esteban Bustos    |
| 3     | Argentinien | Sergio Villamayor |

#### Staffel
| Platz | Land               | Athleten                           |
| ----- | ------------------ | ---------------------------------- |
| 1     | Mexiko             | Duilio Carrillo José Melchor Silva |
| 2     | Vereinigte Staaten | Brendan Anderson Amro El-Geziry    |
| 3     | Argentinien        | Sergio Villamayor Emmanuel Zapata  |

### Frauen

#### Einzel
| Platz | Land               | Athletin            |
| ----- | ------------------ | ------------------- |
| 1     | Mexiko             | Mariana Arceo       |
| 2     | Vereinigte Staaten | Samantha Achterberg |
| 3     | Kuba               | Leydi Moya          |

#### Staffel
| Platz | Land               | Athletinnen                       |
| ----- | ------------------ | --------------------------------- |
| 1     | Vereinigte Staaten | Samantha Achterberg Jessia Davis  |
| 2     | Kuba               | Elani Camara Rodríguez Leydi Moya |
| 3     | Brasilien          | Isabela Abreu Priscila Oliveira   |

### Mixed
| Platz | Land               | Athleten                         |
| ----- | ------------------ | -------------------------------- |
| 1     | Vereinigte Staaten | Amro El-Geziry Isabella Isaksen  |
| 2     | Kuba               | Jose Ricardo Figueroa Leydi Moya |
| 3     | Guatemala          | María Diéguez Charles Fernández  |

## Medaillenspiegel
| Platz  | Land               | Gold | Silber | Bronze | Gesamt |
| ------ | ------------------ | ---- | ------ | ------ | ------ |
| 01     | Vereinigte Staaten | 2    | 2      | —      | 4      |
| 02     | Mexiko             | 2    | —      | —      | 2      |
| 03     | Guatemala          | 1    | —      | 1      | 2      |
| 04     | Kuba               | —    | 2      | 1      | 3      |
| 05     | Chile              | —    | 1      | —      | 1      |
| 06     | Argentinien        | —    | —      | 2      | 2      |
| 07     | Brasilien          | —    | —      | 1      | 1      |
| Gesamt | Gesamt             | 5    | 5      | 5      | 15     |